# Assedio di Taormina (1078)
L'assedio di Taormina del 1078 fu uno degli atti finali della conquista normanna della Sicilia. 
Il Gran Conte Ruggero con il suo esercito, espugnato Castronovo volse alla conquista del Val Demone, cingendo d'assedio Taormina, attraverso la costruzione di ben ventidue fortezze. 
L'esercito normanno diviso in quattro contingenti, ebbe come comandanti l'aleramico Ottone, probabile zio di Adelaide del Vasto, il figlio illegittimo del gran Conte, Giordano, il normanno Arisgot du Pucheuil ed Elias Cartomensis, un musulmano convertito al cristianesimo originario di Cártama in Spagna.  Nondimeno i saraceni resistettero per molto tempo prima di capitolare nel 1078.
Taormina divenne città demaniale, e venne compresa  prima nella Diocesi di Troina e poi in quella di Messina.